# Bernard Lonergan
Pour les articles homonymes, voir Lonergan.
Bernard Lonergan, né le 17 décembre 1904 à Buckingham et mort le 26 novembre 1984 à Pickering, est un prêtre jésuite, philosophe, économiste et théologien de tradition thomiste canadien.

## Biographie
Issu d'une famille catholique anglophone d'origine irlandaise installée à Montréal, il entre dans la Compagnie de Jésus en 1922 dans la province jésuite du Canada supérieur. Sa formation de jésuite se fait au collège Heythrop (en) à Oxford pour la philosophie et à l'Université pontificale grégorienne de Rome pour la théologie. Après son ordination en 1936 il est nommé professeur de théologie d'abord à Montréal puis à Toronto à partir de 1946. De 1953 à 1965 il vit à Rome, où il occupe une chaire de théologie à l'Université Grégorienne tout en se consacrant à l'écriture, en particulier de la rédaction de nombreux manuels pour étudiants en philosophie et en théologie. Il est expert au concile Vatican II sans y jouer un grand rôle. Malade, il rentre au Canada en 1965. Il est, à partir de 1975, professeur invité au Boston College.

## Œuvres
Bernard Lonergan est, par ses écrits, connu comme un philosophe et théologien thomiste. Il reconnaît avoir été largement influencé par les idées de Platon, Augustin et John Henry Newman dans ses recherches. Ses principaux ouvrages sont deux textes fondateurs de ce qu'il appelle la « Méthode empirique généralisée » :
- Insight: A Study of Human Understanding (1957)
- Method in Theology (1972).

Dans les années 1930 et au début des années 1940, Lonergan développe un grand intérêt pour l'analyse macroéconomique, sans pour autant publier des textes à ce sujet. À la fin de sa vie, les Presses de l'Université de Toronto publient ses deux ouvrages en économie: For a New Political Economy et Macroeconomic Dynamics: An Essay in Circulation Analysis.

## Postérité
Le Lonergan Research Institute de Toronto détient les archives de Lonergan, y compris une collection complète de travaux réalisés à partir de ses œuvres et contributions.